# 塔林路面電車

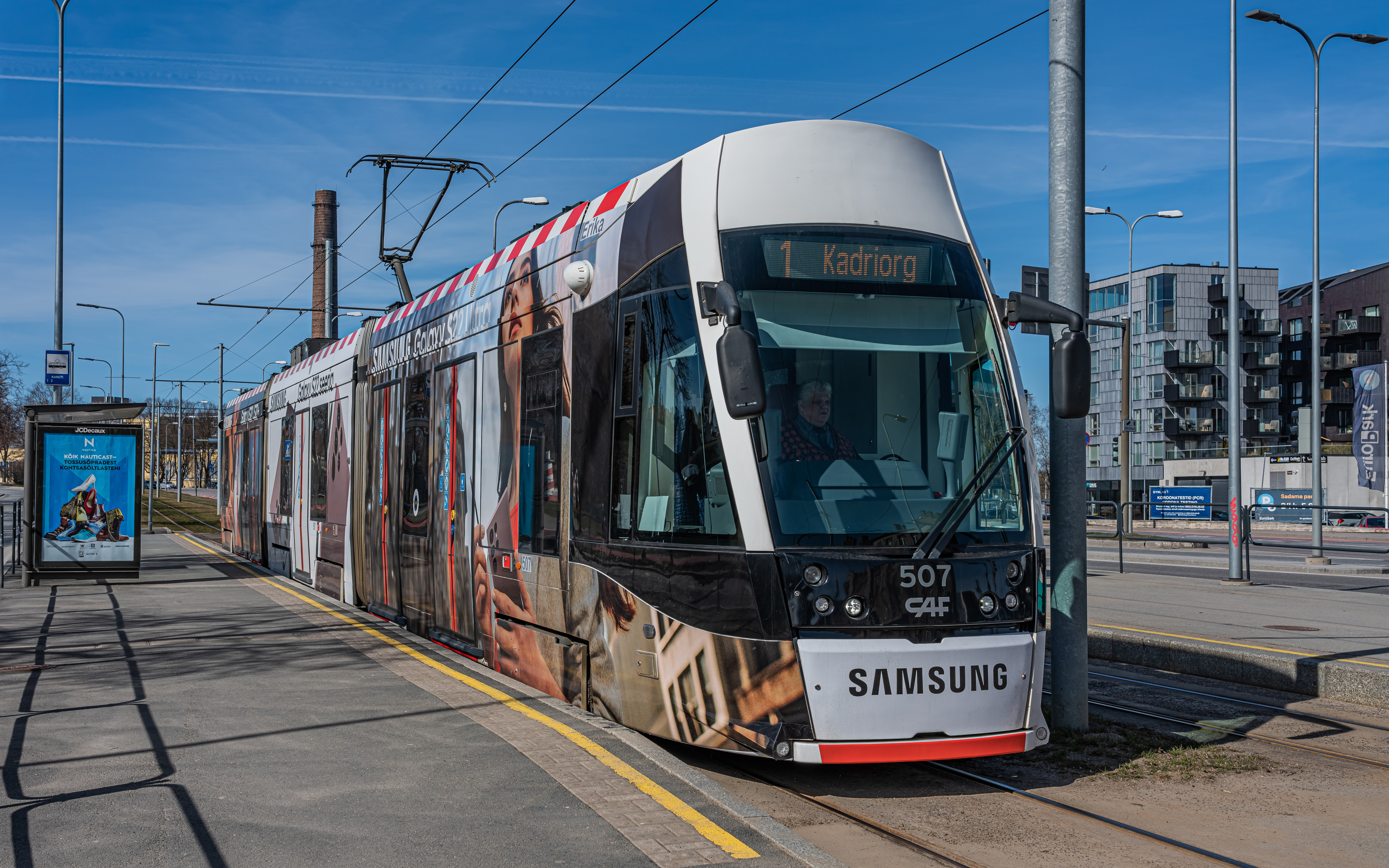
塔林路面電車

塔林路面電車是愛沙尼亞唯一的路面電車系統。現在塔林路面電車共有九條路線和四條軌道線路，全長39公里。塔林路面電車由Tatra KT4和KTNF6運行。